# Alan Crosland
Alan Crosland, född 10 augusti 1894, död 16 juli 1936, var en amerikansk skådespelare och filmregissör. Han är mest känd för att ha regisserat den första ljudfilmen med tal, som bidrog till ljudfilmens genomslag och stumfilmserans nedgång. Det var Jazzsångaren (1927) med originaltiteln The Jazz Singer.
Crosland började sin karriär vid filmindustrin 1912 vid Edison Studios i Bronx, New York, med olika påhugg, tills han lärt sig branschen, så att han kunde börja göra kortfilm. 1917 började han regissera spelfilmer och 1920 regisserade han Olive Thomas i The Flapper, en film om den kulturella modeflugan på 1920-talet, som blev vida omtalad.
Crosland ligger begravd på Hollywood Forever Cemetery.

## Filmografi
- Santa Claus vs. Cupid (1915) (writer)
- Kidnapped (1917)
- The Light in Darkness (1917)
- Chris and His Wonderful Lamp (1917)
- The Little Chevalier (1917)
- The Apple Tree Girl (1917)
- The Whirlpool (1918)
- The Unbeliever (1918)
- The Country Cousin (1919)
- Greater Than Fame (1920)
- Everybody's Sweetheart (1920)
- Youthful Folly (1920)
- The Flapper (1920)
- The Point of View (1920)
- Broadway and Home (1920)
- Worlds Apart (1921)
- Is Life Worth Living? (1921)
- Room and Board (1921)
- Slim Shoulders (1922)
- Shadows of the Sea (1922)
- The Face in the Fog (1922)
- Why Announce Your Marriage? (1922)
- The Snitching Hour (1922)
- The Prophet's Paradise (1922)
- Enemies of Women (1923)
- Under the Red Robe (1923)
- Three Weeks (1924)
- Miami (1924)
- Unguarded Women (1924)
- Sinners in Heaven (1924)
- Contraband (1925)
- Compromise (1925)
- Bobbed Hair (1925)
- Don Juan (1926)
- När en man älskar (When a Man Loves, 1927)
- Gycklarnas konung (The Beloved Rogue, 1927)
- Mongolen (Old San Francisco, 1927)
- Jazzsångaren (1927)
- Glorious Betsy (1928)
- The Scarlet Lady (1928)
- On with the Show (1929)
- General Crack (1929)
- The Furies (1930)
- Den röda flamman (Song of the Flame, 1930)
- Big Boy (1930)
- Viennese Nights (1930)
- Captain Thunder (1930)
- Children of Dreams (1931)
- The Silver Lining (1932)
- Week Ends Only (1932)
- Hello, Sister! (1933)
- Ur fångenskapen (Massacre, 1934)
- The Personality Kid (1934)
- Midnight Alibi (1934)
- The Case of the Howling Dog (1934)
- The White Cockatoo (1935)
- It Happened in New York (1935)
- Mister Dynamite (1935)
- Lady Tubbs (1935)
- King Solomon of Broadway (1935)
- The Great Impersonation (1935)
- The Case of the Black Cat (1936)